# Бозак
Бозак (фр. Beauzac) насеље је и општина у централној Француској у региону Оверња, у департману Горња Лоара која припада префектури Исенжо.
По подацима из 2011. године у општини је живело 2.762 становника, а густина насељености је износила 76,03 становника/km². Општина се простире на површини од 36,33 km². Налази се на средњој надморској висини од 555 метара (максималној 969 m, а минималној 440 m).

## Демографија
| 1962. | 1968. | 1975. | 1982. | 1990. | 1999. | 2011. |
| ----- | ----- | ----- | ----- | ----- | ----- | ----- |
| 1.429 | 1.472 | 1.574 | 1.867 | 1.955 | 2.061 | 2.762 |

График промене броја становника у току последњих година